# Kościół ewangelicki w Ostródzie
Kościół ewangelicki w Ostródzie – budowla neogotycka przy ul. Sienkiewicza, obecnie własność Kościoła ewangelicko-metodystycznego, współużytkowany przez parafię ewangelicko-augsburską.

## Historia
Po sekularyzacji państwa krzyżackiego i powstaniu Prus Książęcych w 1525 r. miejscowy gotycki kościół parafialny (obecnie rzymskokatolicki pw. św. Dominika Savio) stał się ewangelickim i pozostał nim aż do zniszczenia w 1945 r. Po pożarze miasta w 1788 r. został odbudowany i rozbudowany w latach 1798-1802. Od końca XVI w. służył nabożeństwom niemieckim, zaś za nim wzniesiono mniejszy i pozbawiony wieży kościół polski, w 1754 r. zastąpiony nowym, w którym w XIX w. duchownym był Gustaw Gizewiusz. Kościół Gizewiusza również został rozebrany i na jego miejscu w 1858 r. powstał kolejny, który przetrwał do początków XX w. Dynamiczny rozwój miasta spowodował wówczas konieczność budowy nowej świątyni ewangelickiej. Po jej zrealizowaniu, nabożeństwa polskie przeniesiono do kościoła średniowiecznego, a dotychczasową świątynię polską rozebrano w 1910 r. Nowy kościół wzniesiono na wysokiej skarpie, dominującej nad starą częścią miasta i jeziorem. Projektantem był Oskar Hossfeld z Berlina (1848-1915), autor szeregu budowli sakralnych - ewangelickich i katolickich - utrzymanych w formach historyzmu. W latach 1907–1909 wzniesiono okazałą ceglaną budowlę neogotycką, której znaczenie urbanistyczne podkreśla widoczna z daleka masywna wieża, zwieńczona podwójnym hełmem i wysoki dach. Wybrano formy wczesnogotyckie, mniej ozdobne i bardziej masywne, jednak w praktyce tylko poprzez materiał nawiązujące do średniowiecznej architektury państwa krzyżackiego. Jak kilka innych świątyń tego autorstwa (np. Chrystusa w Poznaniu, ewangelicki w Szczecinku), wzniesiono krótką trójnawową pseudohalę z transeptem i z płytkim wielobocznym prezbiterium. Wnętrze kryte jest sklepieniem krzyżowym. Przestrzeń naw bocznych wypełniają drewniane empory, wsparte na niskich okrągłych filarach. Kościół może pomieścić 1420 osób. Prezbiterium wypełnia ołtarz połączony z amboną. Prace snycerskie wykonała znana szkoła rzemiosł artystycznych w Cieplicach. Organy zbudowała firma Wittek z Elbląga, prace malarskie wykonał Blaue z Berlina Dahlem, okna wypełniły witraże. Koszty budowy wyniosły 203 000 marek. W wieży znajduje się zabytkowy mechanizm zegara wahadłowego z 1908, a piętro wyżej trzy dzwony z 1909 (największy 148 cm), podarowane przez miasto Bochum. W południe z wieży wygrywane są pieśni kościelne.
Po II wojnie światowej, ponieważ Kościół Ewangelicko-Augsburski cierpiał na brak duchownych, opiekę nad wiernymi przejął Kościół Metodystyczny (obecnie parafia Łaski Bożej), który stał się właścicielem budowli. Po kilku latach odrodziła się parafia ewangelicko-augsburska, która współużytkuje świątynię. Na wieży zlokalizowano atrakcyjny punkt widokowy, na który wiedzie 105 stopni, i wystawę przedmiotów codziennego użytku.